# 長球

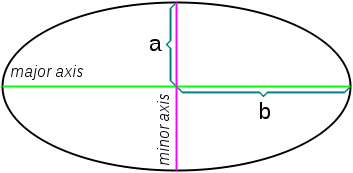
長球は楕円の長軸を回転軸とした回転体

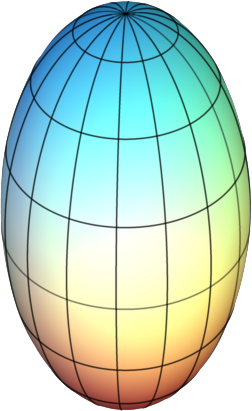
長球

長球（ちょうきゅう、英: prolate, prolate spheroid、別名：長楕円体、長平楕円体）は、楕円をその長軸を回転軸として回転したときに得られる回転体である。長球は3径のうち短い2径の長さが等しい楕円体とも定義できる。言い換えれば、長球は短半径が赤道半径、長半径が極半径の回転楕円体である。
これに対し、楕円をその短軸を回転軸として回転したときに得られる回転体を扁球という。

## 長球の方程式
短半径 a, 長半径 b の長球は次の式を満たす点 (x, y, z) の集合である。
{\displaystyle \left({\frac {x}{a}}\right)^{2}+\left({\frac {y}{a}}\right)^{2}+\left({\frac {z}{b}}\right)^{2}\leq 1\quad {\text{ or }}\quad {\frac {x^{2}+y^{2}}{a^{2}}}+{\frac {z^{2}}{b^{2}}}\leq 1}
また、長球面上の点は次の式を満たす。
{\displaystyle \left({\frac {x}{a}}\right)^{2}+\left({\frac {y}{a}}\right)^{2}+\left({\frac {z}{b}}\right)^{2}=1\quad {\text{ or }}\quad {\frac {x^{2}+y^{2}}{a^{2}}}+{\frac {z^{2}}{b^{2}}}=1}

## 長球の性質
長球は、短半径 a と長半径 b からなる長軸の回転楕円体である。体積 V は
{\displaystyle V={\frac {4}{3}}\pi a^{2}b,}
表面積 S は
{\displaystyle S=2\pi a^{2}\left(1+{\frac {b}{ae}}\sin ^{-1}e\right),}
離心率 e は
{\displaystyle e={\sqrt {1-\left({\frac {a}{b}}\right)^{2}}}}
と表される。

## 長球状の物体
身のまわりにある長球状の物体には、ラグビーボール、アメリカンフットボール用のボールなどがある。また太陽系の衛星で長球状になっている物があり、土星の衛星であるミマス、エンケラドゥス、テティス、天王星の衛星であるミランダが該当する。かに星雲のように、長球状に定義付けられる星雲もある。また、潜水艦の中にも長球状の物がある。

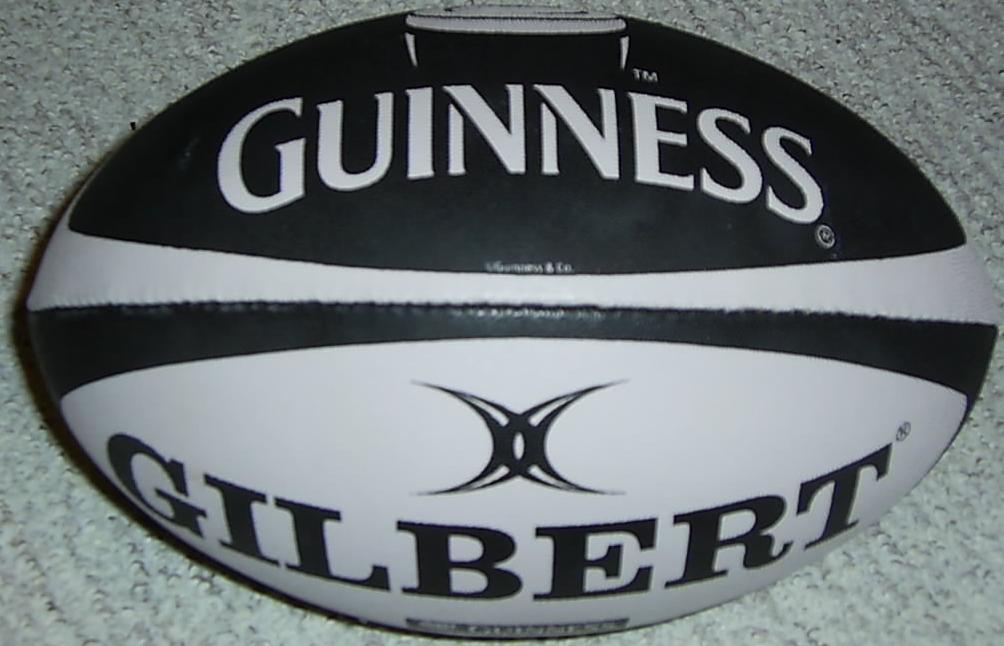
ラグビーボール
アメリカンフットボール用ボール
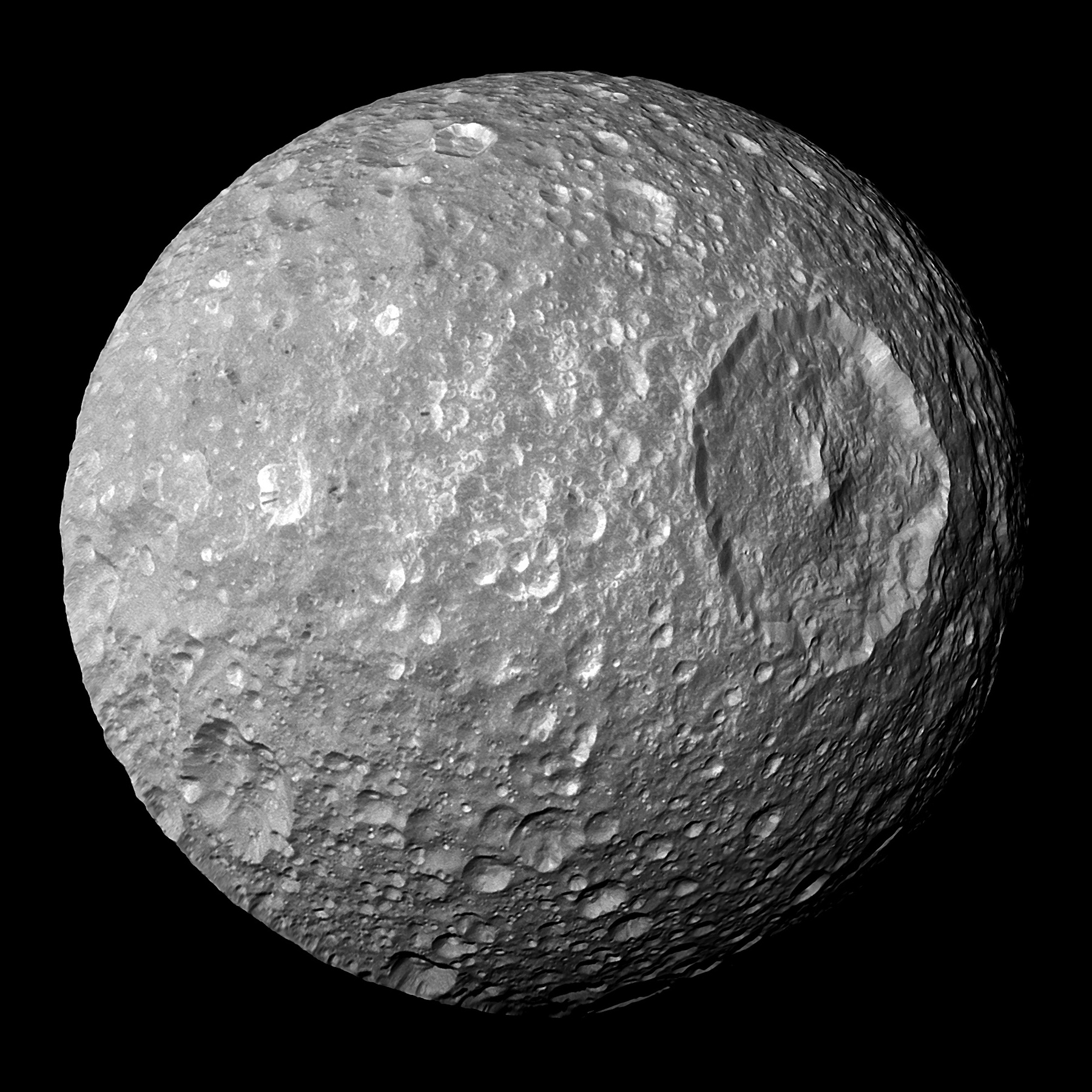
ミマス（土星の第1衛星）
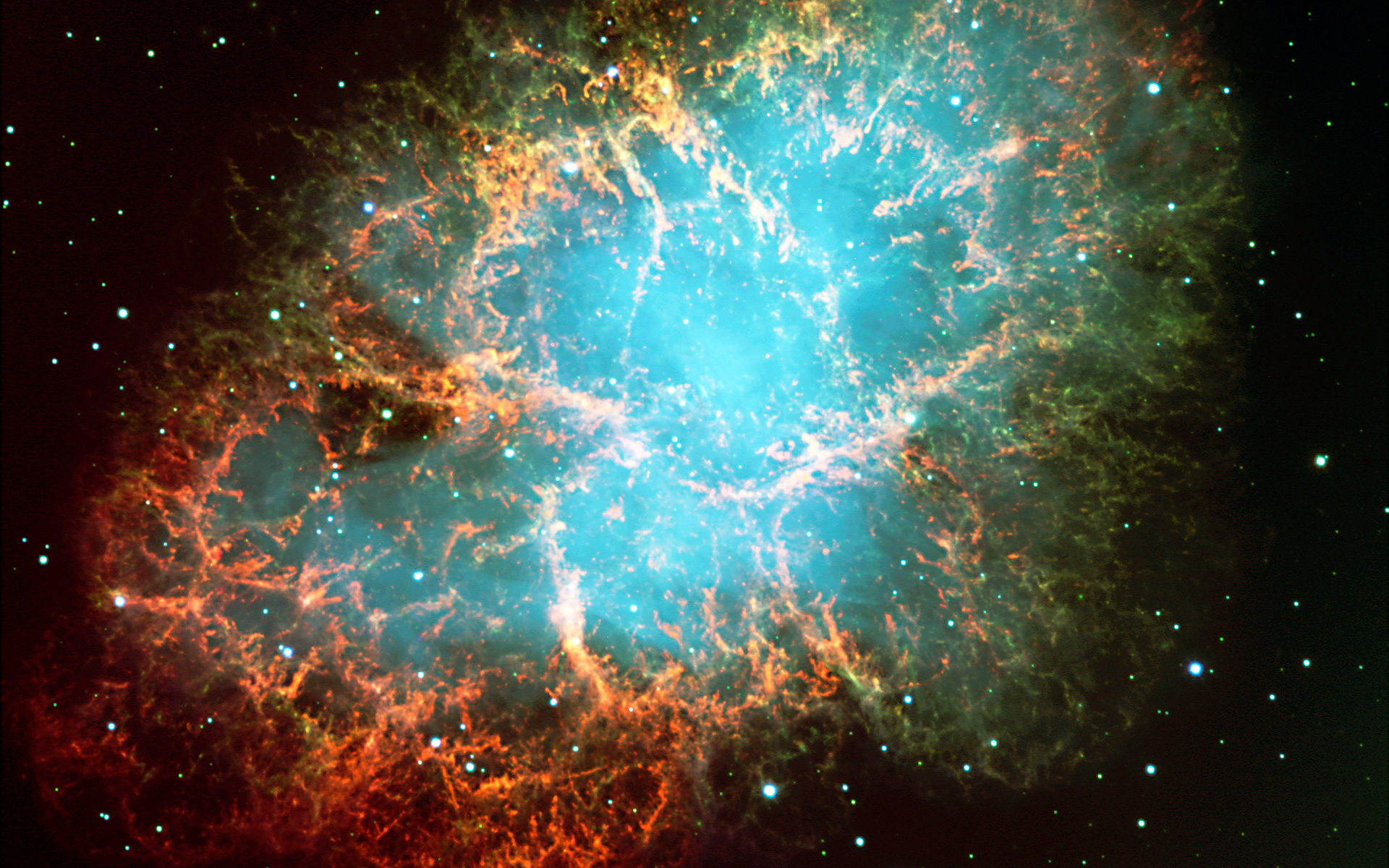
かに星雲
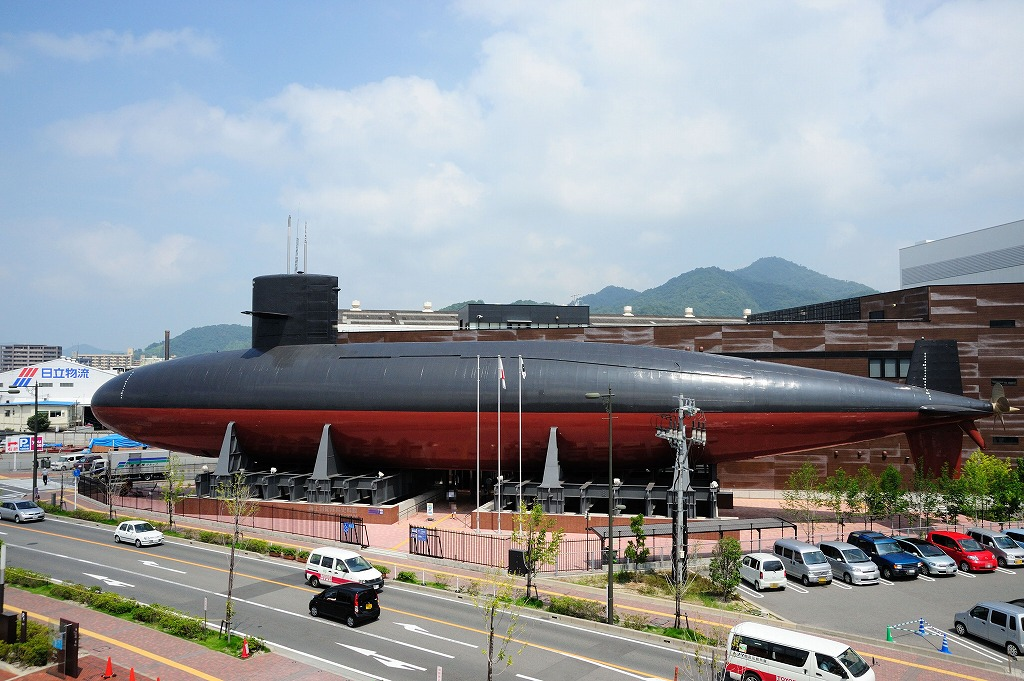
潜水艦「あきしお」